# Mare de Déu de Loreto (Bràfim)
La Mare de Déu de Loreto (o de Lloret) és una ermita del municipi de Bràfim (Alt Camp) protegida com a bé cultural d'interès local.

## Descripció
L'edifici, neoromànic, està situat als afores de la vila. Té planta de creu llatina. L'absis és poligonal i conté el cambril de la Mare de Déu. El cor es troba als peus de l'església, sostingut per dos pilars. A l'exterior hi ha contraforts al llarg de tot el perímetre, que coincideixen amb la separació dels trams. Hi ha bandes llombardes estilitzades com a decoració. la façana presenta una porta d'arc de mig punt i una rosassa. El campanar, centrat sobre la nau i als peus de l'església, corona el conjunt. Té planta quadrada i dos cossos. Presenta finestres geminades d'arc de mig punt. L'acabament és un pinacle recobert de teula àrab.
L'arquitecte modernista Josep Maria Jujol hi va fer intervencions. Per exemple, a la bassa i font exterior, adornada amb un ànec metàl·lic fet de restes industrials, en la seva línia d'art pobre i popular.

## Història
L'edifici va construir-se entre els anys 1889 i 1892, després d'haver estat enderrocada la primitiva ermita del segle xvii, que va ser utilitzada al llarg de 225 anys (1664-1889), i que havia estat edificada per albergar la imatge de la Mare de Déu que el sacerdot Pere Codol havia portat d'una peregrinació a Roma. Els anys seixanta va fer-s'hi obres de restauració i condicionament de l'entorn.
Està adscrita a la parròquia de Sant Jaume de Bràfim.